# Curling na Universíada de Inverno de 2017
As competições de curling na Universíada de Inverno de 2017 foram disputadas na Almaty Arena, em Almaty, no Cazaquistão, entre 30 de janeiro e 7 de fevereiro de 2017.
Participaram do torneio, dez equipes masculinas e dez equipes femininas. A Noruega era a atual campeã masculina, enquanto a Rússia, era a bicampeã feminina.

## Calendário
| Curling   | Janereiro | Janereiro | Janereiro | Janereiro | Fevereiro | Fevereiro | Fevereiro | Fevereiro | Fevereiro | Fevereiro | Fevereiro | Fevereiro |
| Curling   | 28        | 29        | 30        | 31        | 01        | 02        | 03        | 04        | 05        | 06        | 07        | 08        |
| --------- | --------- | --------- | --------- | --------- | --------- | --------- | --------- | --------- | --------- | --------- | --------- | --------- |
| Masculino |           |           |           |           |           |           |           |           |           |           | 1         |           |
| Feminino  |           |           |           |           |           |           |           |           |           |           | 1         |           |

|  | Treino não oficial |  | Treino oficial |  | Dia de competição |  | Dia de final |

## Medalhistas
Estes foram os medalhistas:
| Evento    | Ouro                                                                                     | Prata                                                                                         | Bronze                                                                      |
| --------- | ---------------------------------------------------------------------------------------- | --------------------------------------------------------------------------------------------- | --------------------------------------------------------------------------- |
| Masculino | GBR Grã-Bretanha Bruce Mouat Bobby Lammie Gregor Cannon Derrick Sloan Alasdair Schreiber | SWE Suécia Patric Mabergs Gustav Eskilsson Fredrik Nyman Johannes Patz                        | NOR Noruega Steffen Walstad Markus Høiberg Magnus Nedregotten Sander Rølvåg |
| Feminino  | CAN Canadá Kelsey Rocque Danielle Schmiemann Taylor MacDonald Taylore Theroux            | RUS Rússia Victoria Moiseeva Uliana Vasilyeva Galina Arsenkina Yulia Portunova Maria Duyunova | SWE Suécia Isabella Wranå Jennie Wåhlin Almida de Val Fanny Sjöberg         |

## Quadro de medalhas
| Ordem | País             | Medalha de ouro | Medalha de prata | Medalha de bronze |   |
| ----- | ---------------- | --------------- | ---------------- | ----------------- | - |
| 1     | CAN Canadá       | 1               |                  |                   | 1 |
|       | GBR Grã-Bretanha | 1               |                  |                   | 1 |
| 3     | SWE Suécia       |                 | 1                | 1                 | 2 |
| 4     | RUS Rússia       |                 | 1                |                   | 1 |
| 5     | NOR Noruega      |                 |                  | 1                 | 1 |
| TOTAL | TOTAL            | 2               | 2                | 2                 | 6 |